# Hayato Kakizawa
Hayato Kakizawa (柿澤 勇人, Kakizawa Hayato), né le 12 octobre 1987 dans la Préfecture de Kanagawa, est un chanteur et acteur japonais notamment actif dans les comédies musicales.

## Biographie
Enfant, Hayato Kakizawa se passionne pour le football et décide d'en faire sa carrière.
Pour son entrée au lycée, il est admis sur recommandation dans l'établissement Komaba de la Tōdai. Lors d'une sortie extrascolaire, il assiste à une représentation du Roi Lion, produite par la Shiki Theatre Company. Dès lors, il change d'orientation professionnelle et souhaite désormais de devenir acteur-chanteur sur la scène musicale. Marqué par sa découverte du Roi Lion, il ambitionne d'incarner Simba à son tour.
Courant 2007, il candidate pour intégrer la compagnie établie au sein du Shiki Theatre. Retenu parmi plus de 100 candidats, il fait ses débuts la même année au sein de Jesus Christ Superstar.
En 2008, il décroche le rôle de Simba dans Le Roi Lion, réalisant ainsi son rêve.
Après avoir quitté la compagnie Shiki, fin 2009, il rejoint Horipro.
Dès 2011, il se distingue grâce à un rôle particulièrement complexe, celui de Lui / Richard Loeb, dans la comédie musicale Thrill Me.
En 2015, le personnage de Light Yagami dans l'adaptation musicale de Death Note renforce sa notoriété. La même année, il tient le rôle masculin principal de Sunset Boulevard, célèbre comédie musicale créée par Andrew Lloyd Webber, Don Black et Christopher Hampton.
Courant 2017, il est à l'affiche de la toute première mouture japonaise du spectacle sud-coréen Frankenstein : il incarne le double-rôle de Victor Frankenstein / Jack et fait face à Ryōsei Konishi, l'interprète de Henry Dupre / la Créature.
S'ensuivent plusieurs classiques de la scène anglophone tels que Mary Poppins, West Side Story ou School of Rock.
En 2024, sa performance dans School of Rock lui permet de décrocher le prix du Meilleur acteur à la Cérémonie des Yomiuri Theater et le 49e Prix Kazuo Kikuta Awards.
En 2025, il retrouve Ryōsei Konishi (Buck) à l'occasion de Bonnie & Clyde, première mouture nippone de la comédie musicale américaine signée Frank Wildhorn et Don Black ; il tient le rôle masculin principal de Clyde Barrow et a pour partenaire Reika Sakurai, qui joue Bonnie Parker.

## Carrière partielle

### Scénographie
- 2007 : Jesus Christ Superstar : (ensemble)
- 2008 : The Cat Who Wished to Be a Man : Lionel (ensemble)
- 2008 : Le Roi Lion : Simba
- 2009 : L'Éveil du printemps : Melchior
- 2011 / 2012 / 2013 / 2014 / 2019 : Thrill Me : Lui / Richard Loeb
- 2012 / 2014 / 2015 : Kafka sur le rivage : Le Corbeau
- 2012 : Alice au pays des merveilles : Le chat du Cheshire
- 2013 : Sweeney Todd : Anthony Hope
- 2013 : Roméo et Juliette : Roméo Montaigu
- 2013 : Merrily We Roll Along : ?
- 2014 : Hunter
- 2015 / 2017 : Death Note : Light Yagami
- 2015 : Sunset Boulevard : Joe Gillis
- 2016 : Radiant Baby : Keith Haring
- 2017 / 2020 : Frankenstein : Victor Frankenstein / Jack
- 2017 : A Gentleman's Guide to Love and Murder : Monty
- 2017 / 2018 : Timon d'Athènes : Alcibiade
- 2018 : Mary Poppins : Bert
- 2019 : Sherlock Holmes : Sherlock Holmes
- 2020 : West Side Story : Tony
- 2020 / 2023 : School of Rock : Dewey Finn
- 2021 : Le Limier : Milo Tindle
- 2022 : Blood Brothers : Mickey
- 2022 : Tokyo Love Story : Kanji Nagao
- 2023 / 2026 : Jekyll et Hyde : Henry Jekyll / Edward Hyde
- 2024 : Hamlet : Hamlet
- 2024 : Odessa : le jeune homme
- 2025 : Bonnie & Clyde : Clyde Barrow

### Cinéma
- 2011 : Kaiji 2 : Tamotsu Murakami
- 2012 : Akko-chan: The Movie : Le maître d'école
- 2013 : Bad Boys J The Movie : Sakaki Masato
- 2014 : Crows Explode : Honda Tamotsu
- 2014 : Gift : Chiba Ichiro
- 2018 : The Cat in Their Arms : Takahashi Yoshio / Sasaki
- 2021 : Love, Life and Goldfish : Oji Noboru
- 2021 : Every Trick in the Book : Aoyama Jiro

### Télévision
- 2011 : Piece Vote : Kazama Zenjiro
- 2011 : Kare wa, Imouto no Koibito : L'employé de la fleuriste
- 2012 : Yuusha Yoshihiko to Akuryou no Kagi : Zoza (épisode 8)
- 2013 : Saibancho! Onaka Sukimashita! : Shiratori Kimito (épisode 18)
- 2013 : Ando Lloyd : Bals / Curie (épisode 2)
- 2013 : Olympic no Minoshirokin : Kawai
- 2013 : Koi : Handa
- 2014 : Gunshi Kanbee : Mori Ranmaru
- 2014 : SHARK : Akishi Shinobu
- 2014 : Watashi no Kirai na Tantei : Gotokuji Shinichi (épisode 7)
- 2014 : Kamen Teacher SP : Sonoda Shuji
- 2015 : Designer Baby : Toge Noritaka
- 2017 : Saki ni Umareta dake no Boku : Jo Tsukasa (épisodes 8, 9)
- 2019 : Dying Eye : Kishinaka Reiji
- 2019 : Dai Zenryoku Shissou : Rikuzen Tetsuo (épisode 2)
- 2019 : Atama ni Kitemo Aho towa Tatakauna ! : Kaneko Ryohei (épisode 2)
- 2019 : Two Weeks : Harukawa (épisode 4)
- 2019 : Motokare Mania : Minamoto Kakeru
- 2020 : Top Knife : Kageura Yuki (épisode 5)
- 2020 : Yell : Yamafuji Taro
- 2020 : Taiyou wa Ugokanai : The Eclipse : Kirino Kenjiro
- 2020 : Miman Keisatsu : Tenma Tomoya (épisodes 6, 7)
- 2021 : Nemesis : Tajimi Kazuyoshi (épisode 6)
- 2021 : Mukou no Hate : Tsudaguchi Ryosuke
- 2021 : Shinhannin Flag : Yamada Motoya
- 2022 : Kamakura-dono no Juusannin : Minamoto no Sanetomo
- 2023 : Kimi to Sekai ga Owaru Hi ni : Urushibara Toma (saison 4, épisode 5)
- 2023 : Zeicho : Odakura Shoma (épisode 4)
- 2024 : Lion no Kakurega : Takada Kaiji
- 2024 : Zenryouiki Ijou Kaiketsu Shitsu : Naobi Yoshimichi
- 2024 : Kimi to Sekai ga Owaru Hi ni : Urushibara Toma (saison 5)
- 2024 : Futekisetsu ni mo Hodo ga Aru ! : Taniguchi Ryusuke (épisodes 2, 10)

## Récompenses
- 2024 : 31e Cérémonie des Yomiuri Theater : Prix du meilleur acteur pour Jekyll & Hyde et School of Rock[5]
- 2024 : 49e Prix Kazuo Kikuta Awards : Prix pour School of Rock et Odessa[6]